# 亥野麻紀
亥野 麻紀（いの まき、6月14日 - ）は、日本の女性声優、歌手。音楽活動表記は亥野 マキ 。大阪府東大阪市出身。
2018年5月20日までスリートゥリーに所属していた。

## 出演作品

### テレビアニメ
- リコーダーとランドセル ミ☆（小林マコト）
- ストレンジ・プラス（女生徒）

### 劇場版アニメ
- 劇場版メタルファイト ベイブレードVS太陽 灼熱の侵略者ソルブレイズ（2010年）

### ゲーム
- JUDGE EYES:死神の遺言（2018年）

### ラジオ
- ラジオ関西
- 鷲崎健の王様は退屈じゃ!（レギュラーパーソナリティ）
- アニたま喫茶 三姉妹。（インフォメーションコーナー）

### ラジオドラマ
- ラジオ関西
  - ツッコミ少女（ツッコミ少女）

### その他
- 株式会社 資生堂 研修用DVD